# Тульников, Андрей Пантелеевич
Андрей Пантелеевич Тульников (20 августа 1923, c. Пришиб — 4 января 2015, Астрахань) — командир сапёрного отделения 416-го стрелкового полка (112-я стрелковая дивизия, 13-я гвардейская армия, 1-й Украинский фронт), старший лейтенант (2000).

## Биография
Родился 20 августа 1923 года в селе Пришиб Астраханской области.
На фронтах Великой Отечественной войны с августа 1942 года. Участвовал в освобождении Сталинграда, сражался на Курской дуге, воевал на Западном фронте. Особо отличился при форсировании реки Одер в январе 1945 года.
Указом Президиума Верховного Совета СССР от 10 апреля 1945 года за мужество и отвагу присвоено звание Героя Советского Союза с вручением медали «Золотая Звезда».
С 1945 года в запасе. Жил в Астрахани. Скончался 4 января 2015 года.

## Память
Имя Андрея Тульникова носит фирменный поезд №110/109 «Астрахань — Санкт-Петербург»